# 沙蘭根
沙蘭根（挪威語：Salangen）是挪威特罗姆斯郡的市镇，行政中心为舍沃甘村。市镇面积为458.07平方公里，2023年时人口数量为2,048人，人口密度為4.7人/平方公里。